# Pépieux
Pépieux é uma comuna francesa na região administrativa de Occitânia, no departamento de Aude. Estende-se por uma área de 9,85 km². Em 2010 a comuna tinha 1 108 habitantes (densidade: 112,5 hab./km²).